# Dionigi Tettamanzi
Dionigi kardinál Tettamanzi (14. března 1934 Renate – 5. srpna 2017, Triuggio) byl italský římskokatolický kněz, bývalý arcibiskup Milána a Janova, kardinál.

## Život
Kněžské svěcení přijal 28. června 1957 z rukou tehdejšího milánského arcibiskupa kardinála Montiniho (pozdějšího papeže Pavla VI.). Na Papežské univerzitě Gregoriana obhájil doktorát z teologie. Působil v milánské arcidiecézi, přednášel v seminářích, koordinoval činnost organizací katolických lékařů a plnil funkci rektora Lombardského pontifikálního semináře.
V červenci 1989 byl jmenován biskupem arcidiecéze Ancona-Osimo, biskupské svěcení přijal 23. září téhož roku. V dubnu 1991 rezignoval na řízení diecéze a začal vykonávat funkci generálního sekretáře Italské biskupské konference. V květnu 1995 se stal arcibiskupem v Janově, v červenci 2002 pak arcibiskupem Milána jako nástupce kardinála Martiniho.
21. února 1998 ho papež Jan Pavel II. jmenoval kardinálem. Při konkláve v roce 2005 byl v médiích zmiňován jako papabile (možný nástupce Jana Pavla II.). V březnu 2009 podal rezignaci na svoje funkce vzhledem k dovršení kanonického věku, papež Benedikt XVI. ho požádal o další výkon funkcí. Na odpočinek odešel 28. června 2011, jeho nástupcem se stal kardinál Angelo Scola.